# Mario Hezonja
Mario Hezonja, né le 25 février 1995 à Dubrovnik en Croatie, est un joueur croate de basket-ball mesurant 2,03 m et évoluant au poste d'ailier.

## Biographie

### En club

#### KK Zagreb (2010-2012)
Hezonja fait sa formation au KK Dubrovnik et rejoint le KK Zagreb à l'été 2010.
Hezonja se blesse à la cheville en début de saison 2011-2012 et souffre ensuite d'une mononucléose : il participe peu à la saison du KK Zagreb.

#### FC Barcelone (2012-2015)
En juillet 2012, Hezonja signe un contrat de trois ans avec le FC Barcelone, club de première division espagnole.
Le 20 avril 2013, Hezonja participe au Nike Hoop Summit, une rencontre entre les meilleurs jeunes joueurs du monde à Portland,.
Lors de la saison 2014-2015, Hezonja gagne du temps de jeu au FC Barcelone. Il est nommé meilleur joueur de la Liga lors de la 19e journée pendant laquelle il réussit 8 tirs sur 8 à trois points, égalant le record du nombre de trois points réussis sans en manquer un (record co-détenu par Taqwa Pinero (Taquan Dean), Aleksandar Đorđević, Oscar Schmidt et Igor Rakočević),.

#### Magic d'Orlando (2015-2018)
Il s'inscrit à la draft 2015 de la NBA et est sélectionné, le 25 juin 2015, en 5e position par le Magic d'Orlando.

#### Knicks de New York (2018-2019)
Le 6 juillet 2018, il signe un contrat d'un an avec les Knicks de New York.

#### Trail Blazers de Portland (2019-2020)
Le 1er juillet 2019, il s'engage pour deux saisons avec les Trail Blazers de Portland.
Le 16 novembre 2020, il active son option de joueur sur son contrat.
Le 20 novembre 2020, il est envoyé aux Grizzlies de Memphis dans un échange impliquant trois équipes avec les Celtics de Boston et les Trail Blazers de Portland. Le 11 décembre 2020, il est coupé par les Grizzlies de Memphis.

#### Panathinaïkos (2021)

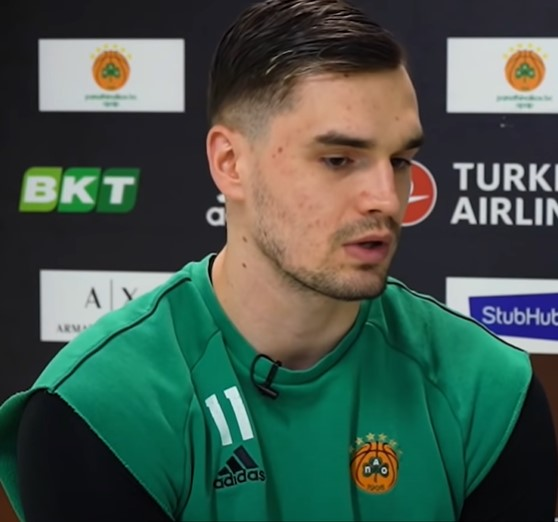
Mario Hezonja en avril 2021, en tant que joueur du Panathinaïkos.

Le 22 février 2021, le Panathinaïkos annonce l'arrivée de Mario Hezonja. Son contrat se termine à la fin de la saison 2020-2021. Sur la saison régulière, il joue 8 matches pour une moyenne de 12,4 points.

#### UNICS Kazan (2021-2022)
En juillet 2021, Hezonja rejoint l'UNICS Kazan, club russe qui évolue en Euroligue pour la saison 2021-2022. Le contrat court sur une saison avec une saison supplémentaire en option. Après l'invasion de l'Ukraine par la Russie en février 2022, les clubs russes sont exclus des compétitions européennes. Cette exclusion est reconduite pour la saison 2022-2023.

#### Real Madrid (depuis 2022)
En juillet 2022, Hezonja revient en Espagne où il signe un contrat sur deux saisons avec le Real Madrid. Il prolonge son contrat de cinq ans avec le Real à l'été 2024.

### Sélection nationale
Il est sélectionné dans l'équipe nationale croate pour le Championnat d'Europe des 16 ans et moins en 2011 en Tchéquie. L'équipe est composée entre autres de Marko Arapović, de Tomislav Gabrić, de Paolo Marinelli et des frères Bruno et Karlo Žganec. La Croatie qui avait remporté l'édition 2010, conserve son titre. En finale, contre la Tchéquie, Hezonja réussit un double-double (21 points et 10 rebonds). Hezonja (20 points, 8,2 rebonds et 2,7 passes décisives par rencontre) est élu meilleur joueur du tournoi et fait partie de l'équipe-type de la compétition avec les Tchèques Radovan Kouril et Martin Peterka, le Français Damien Inglis et l'Espagnol Ilimane Diop,.
Hezonja, qui a alors 16 ans, participe le même été au Championnat du monde des 19 ans et moins. L'équipe (qui comprend aussi Boris Barac, Toni Katić et Dario Šarić) est éliminée en quart-de-finale par l'Argentine et finit à la 8e place. En moyenne, Hezonja marque 8 points et prend 2,2 rebonds en 20,2 minutes de jeu.
Blessé durant la saison 2011-2012, il reprend la compétition peu avant de participer au Championnat du monde des 17 ans et moins qui se déroule à Kaunas à l'été 2012. La compétition est remportée par les États-Unis et la Croatie finit à la 3e place, battue en demi-finale par les Australiens menés par Dante Exum. En moyenne, Hezonja marque 20,8 points (2e meilleur marqueur de la compétition) et prend 7 rebonds en 27,75 minutes par rencontre. Il est sélectionné dans l'équipe-type de la compétition avec le MVP américain Jahlil Okafor, l'Américain Justise Winslow, l'Argentin Gabriel Deck et l'Australien Dante Exum,.

## Palmarès

### En club
- Vainqueur de la coupe du Roi en 2024.
- Vainque de l'Euroligue avec le Real Madrid en 2023
- MVP de la VTB United League 2021-2022[23]
- Champion de Grèce 2021
- Vainqueur de la Coupe de Grèce 2021
- Champion d'Espagne en 2014, 2024 et 2025
- Meilleur jeune de la LEB Oro (deuxième division espagnole) en 2013

### Sélection nationale
- MVP du championnat d'Europe des 16 ans et moins en 2011

## Statistiques NBA

### Saison régulière
| Saison    | Équipe   | Matchs | Titul. | Min./m | % Tir | % 3pts | % LF | Rbds/m. | Pass/m. | Int/m. | Ctr/m. | Pts/m. |
| --------- | -------- | ------ | ------ | ------ | ----- | ------ | ---- | ------- | ------- | ------ | ------ | ------ |
| 2015-2016 | Orlando  | 79     | 9      | 17,9   | 43,3  | 34,9   | 90,7 | 2,23    | 1,38    | 0,49   | 0,22   | 6,05   |
| 2016-2017 | Orlando  | 65     | 2      | 14,8   | 35,5  | 29,9   | 80,0 | 2,25    | 0,95    | 0,46   | 0,23   | 4,88   |
| 2017-2018 | Orlando  | 75     | 30     | 22,1   | 44,2  | 33,7   | 81,9 | 3,75    | 1,41    | 1,08   | 0,41   | 9,63   |
| 2018-2019 | New York | 58     | 24     | 20,8   | 41,2  | 27,6   | 76,3 | 4,12    | 1,52    | 0,98   | 0,14   | 8,81   |
| 2019-2020 | Portland | 53     | 4      | 16,4   | 42,2  | 30,8   | 81,4 | 3,47    | 0,94    | 0,68   | 0,17   | 4,83   |
| Total     | Total    | 330    | 69     | 18,5   | 41,7  | 31,9   | 81,2 | 3,11    | 1,26    | 0,74   | 0,24   | 6,92   |

### Playoffs
| Saison | Équipe   | Matchs | Titul. | Min./m | % Tir | % 3pts | % LF | Rbds/m. | Pass/m. | Int/m. | Ctr/m. | Pts/m. |
| ------ | -------- | ------ | ------ | ------ | ----- | ------ | ---- | ------- | ------- | ------ | ------ | ------ |
| 2020   | Portland | 5      | 0      | 13,6   | 40,9  | 28,6   | 75,0 | 3,00    | 1,20    | 0,60   | 0,00   | 4,60   |
| Total  | Total    | 5      | 0      | 13,6   | 40,9  | 28,6   | 75,0 | 3,00    | 1,20    | 0,60   | 0,00   | 4,60   |

## Records personnels sur une rencontre de NBA
Les records personnels de Mario Hezonja, officiellement recensés par la NBA sont les suivants :
| Type de statistique        | Saison régulière | Saison régulière       | Saison régulière | Playoffs | Playoffs                | Playoffs     |
| Type de statistique        | Record           | Adversaire             | Date             | Record   | Adversaire              | Date         |
| -------------------------- | ---------------- | ---------------------- | ---------------- | -------- | ----------------------- | ------------ |
| Points                     | 30               | Wizards de Washington  | 7 avril 2019     | 11       | Lakers de Los Angeles   | 24 août 2020 |
| Paniers marqués            | 12               | Wizards de Washington  | 7 avril 2019     | 4        | Lakers de Los Angeles   | 24 août 2020 |
| Paniers tentés             | 22               | @ Magic d'Orlando      | 3 avril 2019     | 6        | 2 fois                  | 2 fois       |
| Paniers à 3 points réussis | 8                | @ Pistons de Détroit   | 17 décembre 2017 | 2        | Lakers de Los Angeles   | 24 août 2020 |
| Paniers à 3 points tentés  | 12               | @ Pistons de Détroit   | 17 décembre 2017 | 2        | 3 fois                  | 3 fois       |
| Lancers francs réussis     | 8                | Lakers de Los Angeles  | 17 mars 2019     | 2        | @ Lakers de Los Angeles | 18 août 2020 |
| Lancers francs tentés      | 8                | 2 fois                 | 2 fois           | 2        | 2 fois                  | 2 fois       |
| Rebonds offensifs          | 3                | 3 fois                 | 3 fois           | 1        | 2 fois                  | 2 fois       |
| Rebonds défensifs          | 15               | @ Rockets de Houston   | 5 avril 2019     | 5        | Lakers de Los Angeles   | 24 août 2020 |
| Rebonds totaux             | 16               | @ Rockets de Houston   | 5 avril 2019     | 6        | Lakers de Los Angeles   | 24 août 2020 |
| Passes décisives           | 11               | @ Rockets de Houston   | 5 avril 2019     | 2        | 2 fois                  | 2 fois       |
| Interceptions              | 5                | 3 fois                 | 3 fois           | 1        | 3 fois                  | 3 fois       |
| Contres                    | 3                | 6 fois                 | 6 fois           | -        | -                       | -            |
| Balles perdues             | 6                | Pistons de Détroit     | 10 avril 2019    | 1        | 3 fois                  | 3 fois       |
| Minutes jouées             | 42               | @ Hornets de Charlotte | 13 avril 2016    | 21       | @ Lakers de Los Angeles | 20 août 2020 |

- Double-double : 4
- Triple-double : 1

Dernière mise à jour : 19 septembre 2020